# The Beatles takkonsert
The Beatles takkonsert (engelska: The Beatles' rooftop concert) var det sista offentliga framträdandet av den brittiska rockgruppen The Beatles. Den 30 januari 1969 överraskade gruppen, tillsammans med keyboardisten Billy Preston, med att hålla en konsert på taket på Apple Corps, vid 3 Savile Row i London. Under ett framförande på 42 minuter spelade Beatles nio tagningar av fem låtar, innan Metropolitan Police kom och bad dem sänka volymen. Konserten filmades, och inspelningar från konserten användes i dokumentärfilmen Let It Be (1970).

## Historia
Även om konserten inte hade tillkännagivits, hade Beatles planerat att uppträda live under sessionerna under Get Back, tidigare i januari 1969. Enligt författaren Mark Lewisohn är det osäkert vem som hade idén till en takkonsert, men förslaget utformades bara några dagar före själva konserten. George Harrison bjöd in keyboardisten Billy Preston som en extra musiker i hopp om att en extern musiker skulle uppmuntra bandet att vara fokuserat. Enligt Preston var det John Lennons idé att uppträda på taket på Apple Corps. Ringo Starr sa följande om konserten:
There was a plan to play live somewhere. We were wondering where we could go – "Oh, the Palladium or the Sahara". But we would have had to take all the stuff, so we decided, "Let's get up on the roof."
I sin självbiografi Sound Man hävdar inspelningsteknikern Glyn Johns att idén till konserten var hans. Enligt Ken Mansfield, som tidigare jobbade på Apple Records, var det mest troligt att idén kom från regissören Michael Lindsay-Hogg.

### Inspelning
Konserten spelades in på två åttaspårs bandspelare i källarstudion på Apple av teknikern Alan Parsons. Filmregissören Michael Lindsay-Hogg, som arbetade med vad som skulle bli Let It Be, tog med sig ett kamerateam för att fånga flera vinklar av konserten, inklusive reaktioner från människor på gatan.
Då Beatles började spela uppstod viss förvirring från åskådare från gatan, fem våningar nedan, av vilka många var ute på lunchrast. När nyheten om evenemanget spriddes började folkmassor av åskådare samlas på gatorna och på taken av kringliggande byggnader. Då de reagerade positivt på konserten, blev Metropolitan Police ändå oroliga för buller och trafikproblem. Anställda på Apple vägrade först att släppa in polisen, men gav med sig när de hotades med att bli arresterade.
När polisen kom upp på taket insåg Beatles att konserten så småningom skulle avbrytas, men fortsatte att spela i flera minuter till. Paul McCartney improviserade texten till låten "Get Back" för att återspegla situationen: "You've been playing on the roofs again, and you know your Momma doesn't like it, she's gonna have you arrested!" Konserten avslutades med låten "Get Back", och Lennon som säger: "I'd like to say thank you on behalf of the group and ourselves and I hope we've passed the audition."

## Låtlista
Takkonserten bestod av nio tagningar av fem Beatleslåtar: tre tagningar av "Get Back"; två tagningar var av "Don't Let Me Down" och "I've Got a Feeling"; och en tagning var av "One After 909" och "Dig a Pony". Låtarna spelades i följande ordning:
- "Get Back" (tagning ett)
- "Get Back" (tagning två)
- "Don't Let Me Down" (tagning ett)
- "I've Got a Feeling" (tagning ett)
- "One After 909"
- "Dig a Pony"
- "I've Got a Feeling" (tagning två)
- "Don't Let Me Down" (tagning två)
- "Get Back" (tagning tre)

Den första tagningen av "I've Got a Feeling" och inspelningarna av "One After 909" samt "Dig a Pony" användes senare för albumet Let It Be. 1996 inkluderades en "rooftop"-version av "Get Back", som var den sista låten gruppen spelade live, i Anthology 3. En redigering av de två delarna av "Don't Let Me Down" inkluderades på Let It Be... Naked. Det fanns också ett kort jam med "God Save the Queen" medan ljudtekniker Parsons bytte band.

## Eftermäle
The Beatles takkonsert markerade för många fans slutet på en era. Gruppen spelade in ännu ett album, Abbey Road, som arbetet börjades på följande månad, men i september 1969 hade gruppen inofficiellt upplösts. Flera av låtarna från takkonserten, särskilt "Dig a Pony", ansågs att återigen visa Beatles i toppform. Fans trodde även att konserten på taket kan ha varit ett test för att återvända till liveuppträdanden och turnéer.
The Rutles "Get Up and Go"-sekvens i filmen All You Need Is Cash liknar takkonserten och använder liknande kameravinklar. I januari 2009, 40 år efter konserten, försökte hyllningsbandet the Bootleg Beatles att arrangera en jubileumskonsert på samma plats, men vägrades tillstånd av Westminster City Council på grund av licensproblem.
I femte säsongen av The Simpsons, i avsnittet "Homers Barbershop Quartet" framför gruppen the Be Sharps (Homer, Apu, Barney och rektor Skinner) sina tidigare hits på taket på Moe's Tavern. George Harrison som medverkade som gäst i avsnittet, visas då han avvisande säger, "It's been done!" När avslutningslåten slutar och eftertexterna börjar, upprepar Homer John Lennons fras om att ha klarat provspelningen, och alla skrattar, inklusive Barney tills han säger: "I don't get it".
I filmen Across The Universe från 2007, som är en musikal helt bestående av Beatleslåtar, spelar Sadies band en konsert på ett tak i New York City som efterliknar originalet. Det avbryts och stängs av New York-polisen.
U2 refererar till takkonserten i videon till låten "Where the Streets Have No Name", vilken innehåller en liknande takkonsert i Los Angeles, 1987.
Den 15 juli 2009 höll Paul McCartney en överraskningskonsert i centrala Manhattan från taket på markisen till Ed Sullivan Theater, där han spelade in en föreställning för Late Show with David Letterman. Nyheter om evenemanget spreds bland annat via Twitter, och gatuhörn i närheten stängdes för att ge plats åt fans under konserten.

## Medverkande
- John Lennon – sång, gitarr
- Paul McCartney – sång, bas
- George Harrison – sång, gitarr
- Ringo Starr – trummor
- Billy Preston – elpiano